# Stackelitz
Stackelitz ist ein Ortsteil der Stadt Coswig (Anhalt) im Landkreis Wittenberg in Sachsen-Anhalt.

## Geografie
Die zu 70 % von Wald bedeckte Gemarkung von Stackelitz im Hohen Fläming erstreckt sich von der Landesgrenze zu Brandenburg bis zum Quellgebiet der südlichen Nuthe. Stackelitz liegt zwischen Dessau-Roßlau und Wiesenburg/Mark im 2005 erklärten Naturpark Fläming, dessen Informationszentrum sich im benachbarten Jeber-Bergfrieden befindet. An der Grenze zu Brandenburg erreicht das Geländerelief ca. 160 m ü. NN.

## Geschichte

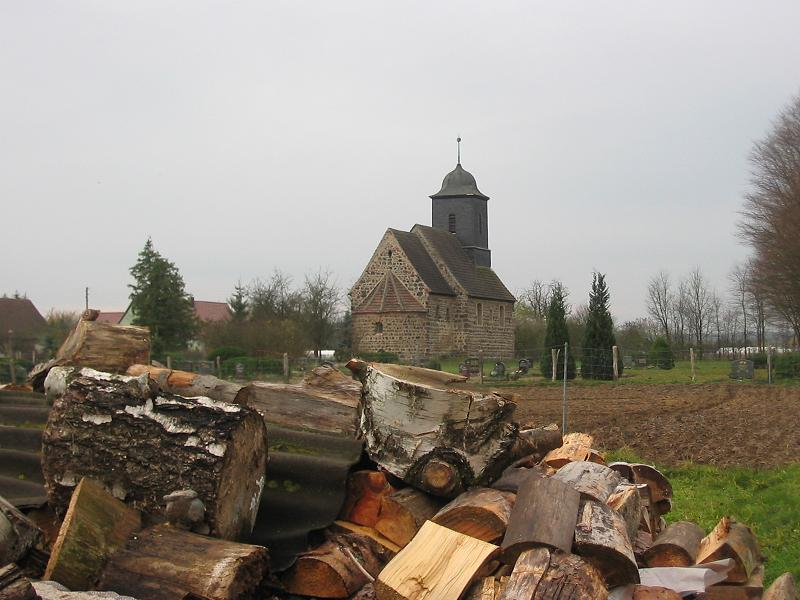
Feldsteinkirche aus dem 13. Jahrhundert

Die erste Erwähnung des Ortes stammt aus dem Jahr 1213 und seit 1299 gehörte Stackelitz zum Zisterzienserinnenkloster Zerbst.
Am 1. Juli 2007 wurde die Gemeinde Stackelitz aufgrund einer Kreisgebietsreform vom ehemaligen Landkreis Anhalt-Zerbst in den Landkreis Wittenberg eingegliedert. Am 1. Januar 2010 wurde die bis dahin selbstständige Gemeinde zusammen mit der Gemeinde Bräsen in die Stadt Coswig (Anhalt) eingemeindet.

## Kirche
Wahrscheinlich ebenfalls noch aus dem 13. Jahrhundert stammt die erhaltene Feldsteinkirche, die vom Dorffriedhof umgeben ist. Die vierzügige Kirche verfügt über Apsis, Chor, Schiff und einen barocken Dachreiter, dessen Westseite auf der massiven Giebelwand sitzt. Der Dachreiter löste den ursprünglichen Glockenturm ab, der im Dreißigjährigen Krieg beschädigt worden war. 1980 erhielt der Turm eine geschweifte Haube, die mit Schiefer gedeckt ist.
Die Priesterpforte im Süden, das Apsisfenster, die beiden nördlichen Fenster des Chores und ein Fenster im Schiff sind noch in der ursprünglichen Form erhalten. An der Schiffssüdseite ist eine kleine neuromanische Vorhalle aus der Zeit um 1900 angebaut. Eine Restaurierung erfolgte im Jahr 1970.
Das Innere der Kirche ist flachgedeckt und von einer Hufeisenempore umgeben. Ein nüchterner barocker Kanzelaltar mit seitlichen Durchgängen stammt aus dem 18. Jahrhundert. Die Orgel der Firma Fleischer & Kindermann stammt aus dem Jahr 1912. Eine Bronzeglocke wurde von Heinrich Borstelmann aus Magdeburg im Jahr 1598 gegossen.

## Wüstung Schleesen
Rund zwei Kilometer nördlich liegt im Schnittpunkt der Landstraße 120 mit der Bahntrasse Roßlau–Wiesenburg die denkmalgeschützte Wüstung Schleesen, in der Mulden der ehemaligen Hauskeller, ein Brunnen, der – gelegentlich ausgetrocknete – Dorfteich und die Ruine einer weiteren Feldsteinkirche erhalten sind. Die Schleesener Kirche stammt sehr wahrscheinlich aus der ersten Hälfte des 12. Jahrhunderts.

## Wirtschaft und Infrastruktur

### Ansässige Unternehmen
Größter Arbeitgeber in Stackelitz ist die gleichnamige Firma, die sich mit Waldbau, Landschafts- und Gartenbau beschäftigt und im Umkreis von 100 Kilometer die großen Waldflächen pflegt. Des Weiteren wird in einem Wildgehege Reh- und Hirschzucht betrieben.

### Verkehrsanbindung
Durch die Gemarkung führt die Verbindungsstraße von Hundeluft an der Bundesstraße 187a ins brandenburgische Wiesenburg/Mark. Die Autobahnanschlussstelle Köselitz (A 9 Berlin – München) ist elf Kilometer von Stackelitz entfernt. Die Bahnlinie von Dessau-Roßlau nach Wiesenburg/Mark (Potsdam) führt unmittelbar im Westen von Stackelitz vorbei, der nächste Bahnhof befindet sich im Nachbarort Jeber-Bergfrieden.

## Söhne und Töchter des Ortes
- Albert Grey (1853–1944), deutscher Gutsbesitzer und Politiker